# Giuseppe Geigerle
Giuseppe Geigerle (Monfalcone, 7 febbraio 1909 – 1990) è stato un calciatore italiano, di ruolo terzino. Aveva un fratello, Geigerle I.

## Carriera
Ha giocato in Serie A 215 partite con la maglia della Triestina e 38 con i viola della Fiorentina. Ad inizio carriera aveva disputato 3 tornei di Serie B con il Monfalcone, e dopo la lunga militanza nella massima serie, ha chiuso la carriera sempre tra i cadetti nel Brescia.
Ha disputato 2 gare nella Nazionale B, debuttando a Lugano il 3 dicembre 1933, nella gara contro la Svizzera B, vinta per 7-0. Giocò poi la partita dell'11 febbraio 1934 contro l'Austria B.